# Sicista caudata
Sicista caudata là một loài động vật có vú trong họ Dipodidae, bộ Gặm nhấm. Loài này được Thomas mô tả năm 1907.